# Jędrzejewo (województwo mazowieckie)
Jędrzejewo – wieś sołecka w Polsce położona w województwie mazowieckim, w powiecie płońskim, w gminie Sochocin.
W latach 1975–1998 miejscowość administracyjnie należała do województwa ciechanowskiego.